# Thới Bình (thị trấn)
Thới Bình là thị trấn huyện lỵ của huyện Thới Bình, tỉnh Cà Mau, Việt Nam.

## Địa lý
Thị trấn Thới Bình có vị trí địa lý:
- Phía đông và phía nam giáp xã Thới Bình
- Phía tây giáp huyện U Minh
- Phía bắc giáp xã Biển Bạch Đông.

Thị trấn Thới Bình có diện tích 21,03 km², dân số năm 2022 là 12.922 người, mật độ dân số đạt 614 người/km².
Trên địa bàn thị trấn có sông Trẹm chảy qua.

## Hành chính
Thị trấn Thới Bình được chia thành 7 khóm: 1, 2, 3, 4, 5, 7, 8.

## Lịch sử
Dưới thời Việt Nam Cộng hòa, địa bàn thị trấn Thới Bình hiện nay thuộc xã Thới Bình và là nơi đặt quận lỵ quận Thới Bình.
Sau năm 1975, quận Thới Bình đổi thành huyện Thới Bình.
Ngày 29 tháng 12 năm 1978, Hội đồng Chính phủ ban hành Quyết định số 326-CP về việc thành lập thị trấn Thới Bình – thị trấn huyện lỵ huyện Thới Bình trên cơ sở tách một phần diện tích và dân số của xã Thới Bình.
Ngày 25 tháng 7 năm 1979, Hội đồng Bộ trưởng ban hành Quyết định số 275-CP về việc xác định ranh giới của thị trấn Thới Bình như sau:
- Phía đông giáp xã Thới Bình
- Phía tây giáp xã Khánh Thới và kênh Lâm Trường, huyện U Minh
- Phía nam giáp xã Thới Hòa và xã Khánh Thới
- Phía bắc giáp xã Thới Thuận.

Ngày 6 tháng 11 năm 1996, Quốc hội ban hành Nghị quyết về việc chia tỉnh Minh Hải thành hai tỉnh Cà Mau và Bạc Liêu. Khi đó, thị trấn Thới Bình thuộc huyện Thới Bình, tỉnh Cà Mau.
Ngày 9 tháng 12 năm 2020, HĐND tỉnh Cà Mau ban hành Nghị quyết số 28/NQ-HĐND về việc:
- Sáp nhập Khóm 6 vào Khóm 2
- Sáp nhập Khóm 9 vào Khóm 4.

Ngày 24 tháng 8 năm 2016, UBND tỉnh Cà Mau ban hành Quyết định số 1464/QĐ-UBND về việc công nhận thị trấn Thới Bình là đô thị loại V.

## Văn hóa
- Đình thần Thới Bình.
- Chùa Bà Thiên Hậu (chùa Bà Mã Châu).
- Chùa Lôi Âm.